# Passiflora tryphostemmatoides
Passiflora tryphostemmatoides je biljka iz porodice Passifloraceae.

## Sinonimi
- heterotipni:
  - Passiflora gracillima Killip, J. Wash. Acad. Sci. 14: 112. 1924.